# Communauté de communes Causses Aigoual Cévennes
La communauté de communes Causses Aigoual Cévennes est une communauté de communes française, située dans le département du Gard et la région Occitanie.

## Histoire
La communauté de communes regroupe l'ancienne communauté de communes de l'Aigoual, l'ancienne communauté de communes de la Vallée Borgne et les communes de Lasalle et Soudorgues. La prise d'effet de cette nouvelle communauté de communes a été fixée au 1er janvier 2013.
Le 1er janvier 2019, Notre-Dame-de-la-Rouvière et Valleraugue fusionnent pour constituer Val-d'Aigoual.

## Territoire communautaire

### Composition
La communauté de communes est composée des 15 communes suivantes :

| Nom                        | Code Insee | Gentilé           | Superficie (km2) | Population (dernière pop. légale) | Densité (hab./km2) |
| -------------------------- | ---------- | ----------------- | ---------------- | --------------------------------- | ------------------ |
| Val-d'Aigoual (siège)      | 30339      |                   | 94,84            | 1 418 (2022)                      | 15                 |
| Causse-Bégon               | 30074      | Caussenards       | 7,67             | 25 (2022)                         | 3,3                |
| Dourbies                   | 30105      | Dourbiens         | 60,88            | 157 (2022)                        | 2,6                |
| L'Estréchure               | 30108      | Estréchurois      | 19,34            | 152 (2022)                        | 7,9                |
| Lanuéjols                  | 30139      | Lanuéjolois       | 62,43            | 339 (2022)                        | 5,4                |
| Lasalle                    | 30140      | Lasallois         | 10,1             | 1 166 (2022)                      | 115                |
| Peyrolles-en-Cévennes      | 30195      | Peyrolois         | 8,29             | 31 (2022)                         | 3,7                |
| Les Plantiers              | 30198      | Plantiérois       | 30,83            | 228 (2022)                        | 7,4                |
| Revens                     | 30213      | Revenois          | 13,85            | 31 (2022)                         | 2,2                |
| Saint-André-de-Majencoules | 30229      | Andrémajencoulois | 21,79            | 600 (2022)                        | 28                 |
| Saint-André-de-Valborgne   | 30231      | Saint-Andréens    | 48,71            | 360 (2022)                        | 7,4                |
| Saint-Sauveur-Camprieu     | 30297      | Candrivains       | 31,74            | 212 (2022)                        | 6,7                |
| Saumane                    | 30310      | Saumanois         | 12,14            | 296 (2022)                        | 24                 |
| Soudorgues                 | 30322      | Soudorguais       | 25,7             | 268 (2022)                        | 10                 |
| Trèves                     | 30332      | Triviens          | 26,59            | 108 (2022)                        | 4,1                |

La communauté de communes fait partie du pays Aigoual Cévennes Vidourle.

## Démographie
| 1968  | 1975  | 1982  | 1990  | 1999  | 2007  | 2012  | 2017  |
| ----- | ----- | ----- | ----- | ----- | ----- | ----- | ----- |
| 5 768 | 5 173 | 5 084 | 5 113 | 5 074 | 5 463 | 5 629 | 5 463 |

## Administration

### Siège
Le siège social de la communauté de communes est situé Mairie, Rue de Malbeck, 30570 Val-d'Aigoual, tandis que les sièges administratifs sont situés au 83, Avenue Georges Fabre, L'Espérou, 30570 Val-d'Aigoual : pour l’ancienne Communauté de communes de l'Aigoual (siège administratif principal), et au Nº15, le village, 30124 L'Estréchure : pour l’ancienne Communauté de communes de la Vallée Borgne (siège administratif secondaire).

### Présidence
| Période       | Période        | Identité          | Étiquette | Qualité                                                |
| ------------- | -------------- | ----------------- | --------- | ------------------------------------------------------ |
| janvier 2013  | septembre 2018 | Martin Delord     | PS        | Maire de Lanuéjols                                     |
| décembre 2018 | juillet 2020   | Thomas Vidal      |           | Maire de Val-d'Aigoual (2019-2020)                     |
| juillet 2020  | En cours       | Gilles Berthézène |           | Premier adjoint à la mairie de Val-d'Aigoual (2020 → ) |

### Régime fiscal et budget
Le régime fiscal de la communauté de communes est la fiscalité additionnelle (FA).